# Dario Knežević
Dario Knežević (Rijeka, 20. travnja 1982.) bivši je hrvatski nogometni reprezentativac.

## Klupska karijera
Na početku nogometne karijere igrao je za Rijeku za koju je nastupao od 2002. do 2006. i pritom osvojio dva trofeja, dva Hrvatska nogometna kupa, 2005. i 2006. U te dvije sezone s klubom s Kantride borio se i za naslov prvaka Hrvatske. Za riječki je sastav upisao i nekoliko nastupa u Kupu UEFA. 
Potom je preselio u talijansku Serie A, u Livorno u kojem je bio jedan od ključnih igrača. Nakon vrlo dobrih igara u dresu Livorna u svoje redove doveo ga je veliki torinski Juventus. Zbog peha uzrokovanog čestim ozljedama vratio se u Livorno. 
Na ljeto 2012. prihvaća poziv Rijeke, te potpisuje ugovor i postaje kapetan. U rujnu 2015, Knežević raskida ugovor s HNK Rijekom. Najavio je da će do zime 2015. pričekati s odlukom o nastavku karijere.

## Reprezentativna karijera
Knežević je standardni hrvatski reprezentativac te je za sada upisao 13 nastupa za nacionalnu vrstu Hrvatske, a posebno se ističu nastupi na Europskom prvenstvu 2008. u Austriji i Švicarskoj. Za Kockaste je zabio i jedan pogodak.

## Priznanja

### Klupska
Rijeka
- Hrvatski nogometni kup (1): 2013./14.
- Hrvatski nogometni superkup (1): 2014.